# St Mary of the Angels (Wellington)
St Mary of the Angels ist ein römisch-katholisches Kirchengebäude an der Ecke von Boulcott Street und Willis Street in Wellington in Neuseeland. Sie ist die Pfarrkirche der Kirchgemeinde des Vorortes Wellington Central.

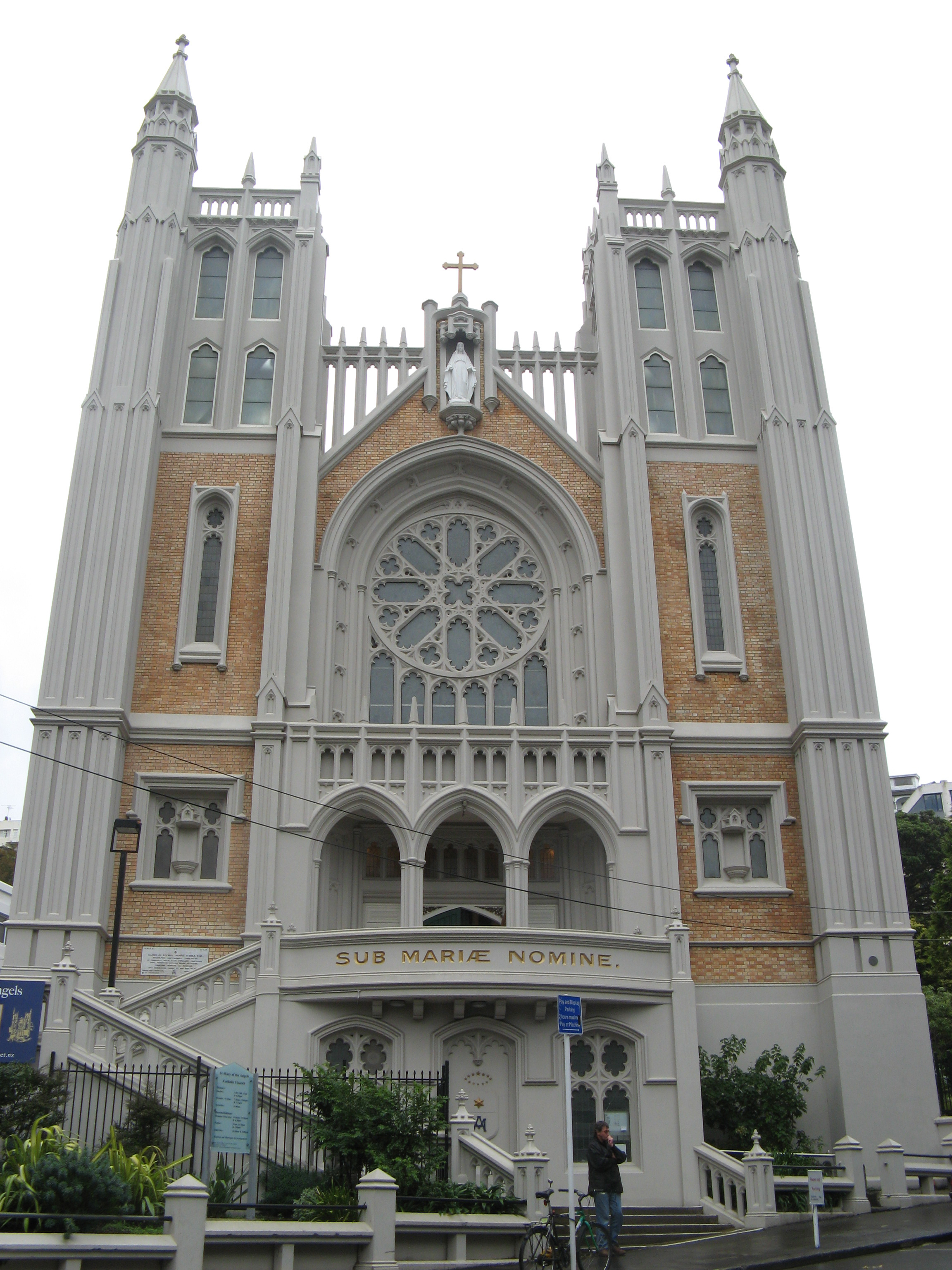
St Mary of the Angels

Das Bauwerk ist vom New Zealand Historic Places Trust als „Historic Place Category I“ eingestuft.
Das heutige Gebäude wurde 1922 eröffnet und ist die dritte Kirche, die an dieser Stelle steht. Es wurde von Frederick de Jersey Clere in 1919 im Stil der Neogotik entworfen, nachdem der hölzerne Vorgängerbau 1918 durch ein Feuer schwer beschädigt worden war. Zum ersten Mal kam für ein neogotisches Gebäude Stahlbeton als Baumaterial zum Einsatz. Das Bauwerk besteht aus Stahlbeton und Ziegel und besitzt ein Holzdach, das von Betonbögen unterstützt wird, die mit stählernen Zugankern stabilisiert werden.
Nach dem Seddon-Erdbeben im Juli 2013, das auch Auswirkungen auf die Hauptstadt Wellington hatte, wurde die Kirche zunächst geschlossen und nach Baumaßnahmen, die der Erdbebensicherung galten und 9,5 Millionen NZ$ verschlangen, im April 2017 wiedereröffnet.